# Démographie linguistique du Nouveau-Brunswick
La démographie linguistique du Nouveau-Brunswick se caractérise par une forte présence de francophones, principalement concentrée au sein de la communauté acadienne. En 2021, environ 41,9% des résidents pouvaient soutenir une conversation en français, avec des taux variant selon les régions. Certaines villes du nord, comme Edmundston et Bathurst, sont majoritairement francophones, tandis que d’autres, telles que Moncton, affichent un bilinguisme croissant. Cependant, la proportion de francophones diminue de manière constante depuis les années 1950, en raison de faibles taux de natalité, d’un taux d’assimilation notable, et d’une immigration principalement anglophone. Cette évolution représente un défi pour la préservation et le développement de la francophonie dans la province, enjeu crucial pour la communauté acadienne, qui se mobilise pour valoriser davantage la langue française dans l’affichage public et les politiques linguistiques locales.

## Par ville[1],[2]
- Edmundston, ville majoritairement francophone, avec plus de 98% de la population utilisant le français.
- Tracadie-Sheila, population francophone à environ 96%.
- Saint-Jean, ville principalement anglophone, avec peu de présence francophone.
- Moncton, centre bilingue, comprenant 66% d’anglophones et 33 % de francophones.
- Bathurst, ville majoritairement francophone depuis 2006.
- Fredericton, ville principalement anglophone, capitale du Nouveau-Brunswick.
- Miramichi, ville majoritairement anglophone.
- Dieppe, population majoritairement francophone à environ 80%, et ville officiellement bilingue.
- Campbellton, ville majoritairement francophone depuis 2001.
- Dalhousie population composée de 49,5% de francophones, reflétant un équilibre linguistique.
- Westmorland région passée à une majorité francophone depuis 2001.

## Évolution démographique
Depuis les années 1950, le poids des francophones baisse de manière constante au niveau provincial. En se basant sur le critère de la langue maternelle, leur poids est ainsi passé de 35,9 % de la population du Nouveau-Brunswick en 1951, à 32,4 % à 2016 (et même à 31,8 % selon le critère de la première langue officielle parlée, qui inclut également les allophones utilisant le français en premier).
En parallèle, certaines villes ont vu croître la part de leur population francophone jusqu’au début des années 2000. Par exemple, Edmundston est passée de 89% de francophones en 1996 à 93,4% en 2006, Moncton de 30,4% en 1996 à 33% en 2006, Tracadie-Sheila de 94% en 1996 à 96% en 2006, Dalhousie de 42,5% à 49,5%, et Dieppe de 71,1% en 1996 à 74,2% en 2006.
D'autres localités, autrefois à majorité anglophone, sont désormais majoritairement francophones, telles que Bathurst, dont la proportion de francophones est passée de 44,6% en 1996 à 50,5% en 2006, et Campbellton, de 47% en 1996 à 55% en 2006,,.
La connaissance du français a aussi progressé dans des régions traditionnellement anglophones, comme le comté de Westmorland, qui est passé de 44% à 55% de francophones. De plus, le comté d’Albert a enregistré la plus forte croissance du nombre de personnes connaissant le français, passant de seulement 1% en 1951 à 23% en 2001.
Malgré ces hausses locales, la proportion des francophones dans l’ensemble de la province continue de diminuer. Selon l’expert Ilyes Zouari, spécialiste du monde francophone, pour maintenir le poids démographique des Acadiens, l’indice synthétique de fécondité (ISF) devrait atteindre 2,7 enfants par femme, soit environ le double du taux actuel, qui figure parmi les plus bas au monde. Ce niveau de fécondité élevé permettrait de contrebalancer plusieurs facteurs, notamment une immigration désormais majoritairement anglophone (à plus de 80%, gérée par un gouvernement principalement anglophone), un taux d’assimilation des Acadiens estimé à environ 20% par génération (particulièrement dans le sud-est), ainsi qu’un taux d’assimilation significatif des immigrés francophones, supposés renforcer la population francophone de la province. En l’absence d’un tel taux de fécondité, Zouari estime que la création d’une province acadienne, regroupant les territoires acadiens du Nouveau-Brunswick, pourrait devenir inévitable,.

## Signalisation
La signalisation routière est bilingue (anglais/français) dans toute la province, conformément à la loi provinciale, qui vise à refléter l’engagement du Nouveau-Brunswick envers le bilinguisme officiel. Cependant, dans certaines régions majoritairement anglophones, des panneaux unilingues peuvent encore être observés. Par ailleurs, des initiatives récentes ont émergé au sein de certaines municipalités de la Péninsule acadienne pour mettre davantage en valeur le français dans l’affichage public. À Tracadie, par exemple, un arrêté vise à rendre le français plus visible dans l’affichage commercial, rappelant des mesures similaires à celles de la Loi 101 au Québec. Cette initiative, soutenue par le Cercle acadien de la francisation, aspire à favoriser le rayonnement de la langue française dans les espaces publics locaux.